# Партія незалежності Аляски
Партія незалежності Аляски (англ. Alaskan Independence Party) — американська політична партія, яка виступає за вихід штату Аляска зі складу США і створення власної держави. Дотримується лібертаріанської ідеології. 
Станом на травень 2009 року в партії зареєстровано близько 13,1 тисяч членів.
Утворена в 1984 році Джо Воглером (Joe Vogler). Партія закликає до передачі у власність Аляски землі з федеральної власності, контролю за носінням зброї, позбавлення права голосу американських військовослужбовців в Алясці та виведення американських військових об'єктів з території Аляски. 
У 1990 році представник партії Волтер Джозеф Хікель (Walter Joseph Hickel) переміг на губернаторських виборах в Алясці. У 2004 році партія висунула свого кандидата на президентських виборах в США. У 2006 році партія підтримала незалежного кандидата — республіканку Сару Пейлін, яка була одружена з колишнім тоді активним членом партії.